# Полякова, Александра Васильевна
Александра Васильевна Полякова (1929—2003) — доярка колхоза имени Мичурина Свердловского района Орловской области. Герой Социалистического Труда (22.03.1966).

## Биография
Родилась в 1929 году в деревне Никуличи ныне Свердловского района в крестьянской семье.
С раннего детства ей пришлось познать нелегкий сельский труд. Уже в тринадцатилетнем возрасте начала трудиться на равных со взрослыми, не сторонилась никакой работы: копала землю, за двадцать верст носила семена в мешках из райцентра, косила, молотила, выполняла любую работу, которую ей поручали.
Как только закончилась Великая Отечественная война, 16-летняя Александра вступила в колхоз.
После войны, очень непросто жилось всей стране, и ей приходилось восстанавливать разрушенное хозяйство, работать фактически вручную, не обращая внимания на усталость. Она искренне любила деревню, её размеренный уклад жизни, поэтому никогда не стремилась уехать в город в поисках лучшей доли.
В её трудовой книжке всего две записи, определяющие характер её работы, суть которой сводилась к профессии доярки. Сначала она трудилась на этой должности в том же родном и близком ей колхозе имени Мичурина, а затем в связи с переездом на новое место жительство — в бывшем совхозе «Куракинском» (ныне закрытом акционерном обществе того же названия). Честность и порядочность оставались основными чертами её характера. Трудолюбие, исполнительность, доброжелательный характер, любовь к животным позволили ей добиться высоких показателей по надоям молока.
В 1965 году получила от каждой из закрепленных за ней 14 коров по 3218 кг молока. Её бескорыстный труд отмечен множеством грамот, дипломов, всяких других поощрений, а в 1966 году Указом Президиума Верховного Совета СССР от 22 марта 1966 года Поляковой Александре Васильевне было присвоено звание Героя Социалистического Труда с вручением ордена Ленина и Золотой Звезды «Серп и Молот».
Пользовалась авторитетом у своих коллег. У неё учились доярки многих молочно-товарных ферм, к ней приходили за советом жители соседних колхозов. Она избиралась делегатом на XX съезд КПСС, дважды избиралась депутатом областного Совета, три раза — депутатом районного Совета и четыре раза
становилась депутатом сельского Совета народных депутатов.
Учитывая выдающиеся заслуги перед Свердловским районом, руководствуясь Положением о звании «Почётный гражданин Свердловского района», утвержденного решением Свердловского районного Совета народных депутатов от 17.10. 2001 г. № 6/23, присвоено звание «Почетный гражданин Свердловского района» Александре Васильевне Поляковой (Решение сессии райсовета народных депутатов 2002 г.).
Умерла в 2003 году.

## Награды
- Медаль «Серп и Молот» (22.03.1966);
- Орден Ленина (22.03.1966).

- Медаль «За трудовое отличие»
- Медаль «В ознаменование 100-летия со дня рождения Владимира Ильича Ленина» (6 апреля 1970)
- Медаль «Ветеран труда»

- и другими
- Отмечена грамотами и дипломами.